# Ochthebius foveolatus
Ochthebius foveolatus är en skalbaggsart som beskrevs av Ernst Friedrich Germar 1824. Ochthebius foveolatus ingår i släktet Ochthebius och familjen vattenbrynsbaggar. Inga underarter finns listade i Catalogue of Life.